# Toutlemonde
 Toutlemonde é uma comuna francesa na região administrativa da Pays de la Loire, no departamento de Maine-et-Loire. Estende-se por uma área de 12,9 km². Em 2010 a comuna tinha 1 361 habitantes (densidade: 105,5 hab./km²).